# Елісенда Фабреґас
Елісенда Фáбреґас (англ. Elisenda Fábregas, нар. 30 липня 1955 р., Терраса, Іспанія) — американсько-іспанська піаністка й композиторка.

## Біографія
Елісенда Фабреґас народилась 30 липня 1955 року в місті Терраса, Каталонія. Перші уроки гри на фортепіано розпочались, коли Елісенді було 5 років. Музичну освіту здобула 1978 року в Барселонській консерваторії (ісп. The Municipal Conservatory of Barcelona).
Згодом переїжджає до США й продовжує навчання в Джульярдській школі (англ. Juilliard School). Викладачами Елісенди Фабреґас були: Беверідж Вебстер, Джозеф Райєф, Семюєль Сандерс.
У червні 1983 року відбувся дебют молодої талановитої піаністки у концертному залі Карнеґі-Хол, Нью-Йорк. Звучали — соната Йоганнеса Брамса «Фа мінор» (Op. 5), твори з альбому «Іберія» Іссака Альбеніса, композиції Мануеля де Фальє.
1992 року Елісенда Фабреґас отримала ступінь доктора музичного мистецтва в Колумбійському університеті. Як піаністка виступала у США, Англії, Японії, Китаї, Таїланді та інших країнах.
Елісенда Фабреґас виконавець творів Федеріко Гарсіа Лорка, Антоніо Мачадо, Жосепа Карнера, Джоана Марагала та ін.
2015 року переїжджає до Південної Кореї як професор, викладач Університету Кюнг Хі (англ. Universitat Kyung Hee) у Сеулі.

## Твори
Елісенда Фабреґас створила понад 50 музичних творів для сольного, ансамблевого, оркестрового й концертного виконання, камерного ансамблю. Крім того, вона автор великомасштабних фортепіанних творів, таких як Mirage (1997), Portraits I (2000), Hommage for Mompou (2006) та Hommage for Mozart (2006).
- Five Songs (на твори Федерико Гарсія Лорки) — сопрано, фортепіано; 1986
- Variaciones para Orquesta — 1990
- Five Poems (на твори Гарсія Лорки) — сопрано, віолончель, кларнет, скрипка; 1992
- Sonata No. 1 — скрипка, фортепіано; 1994
- Sonata No. 2 — скрипка, фортепіано; 1995
- Andante Appassionato — сольна флейти; 1996
- Sonata No. 1 — флейта, фортепіано; 1996
- Mirage — фортепіано; 1997
- Lyric scenes for the young — фортепіано; 1999
- Portraits II — кларнет, скрипка, віолончель, фортепіано; 1999
- Cinco Soledades (на твори Антоніо Мачадо) — бас-баритон, фортепіано; 1999—2004
- Portraits I — фортепіано; 2000
- Winged serpent — кларнет, фортепіано; 2001
- Bonna Domna — струнний оркестр, хор; 2001—2004
- Album for the Young — фортепіано; 2002
- Five musings — сопрано, фортепіано; 2002
- Village Scenes — сопрано, фортепіано; 2002
- Voces de mi tierra — флейта, віолончель, фортепіано; 2003
- Miniatures for the Young — фортепіано; 2004
- Moments of change — мецо-сопрано, фортепіано; 2004—2005
- Hommage a Mozart — фортепіано; 2005
- Moments of change (твори Маргарет Етвуд) — сопрано, фортепіано; 2005
- Кольори Андалузи — віолончель, фортепіано; 2006
- Homenaje a Mompou — фортепіано; 2007
- Flaming Rock (La Roca llameante) — хор, струнний квартет; 2007
- Tu i els meus somnis (твори Джосепа Джейнес) — мецо-сопрано, фортепіано; 2007
- Goyescas (твори Гойя) — флейта, гітара; 2008
- Voices of the Rainforest — флейта, віолончель, фортепіано; 2008
- Gacelas de amor (вірші Федерико Гарсія Лорка) — сопрано, флейта, фортепіано; 2009
- Solitary — баритон, кларнет, віолончель, фортепіано; 2009
- Concerto — віолончель, оркестр; 2010
- Terra Mater — симфонічний оркестр; 2011
- Retorn a la terra («Return to a homeland», твори Жозепа Карнера і Джоана Марагала) — оповідач, кларнет, фагот, труба, тромбон, перкусія, скрипка, контрабас; 2012
- Caminos del duende — маримба, перкусія; 2012
- Symphony No. 1 — симфонічний оркестр; 2014

## Досягнення й нагороди
- Заслужений композитор — за версією американського журналу MTNA Shepherd, 2000 р.
- Композитор року — визнана Національною асоціацією викладачів музики у Вашингтоні, округ Колумбія, 2001 р.